# Sonia Schadwinkel
Sonia Schadwinkel (* 1965) ist eine deutsche Diplom-Biologin und wissenschaftliche Illustratorin. Sie lebt und arbeitet in Bremen.

## Leben und Wirken
Anschließend an ihr Abitur 1984 in Bremen absolvierte Sonia Schadwinkel bis 1990 ein Biologiestudium an der Universität Bremen und am Alfred-Wegener-Institut Bremerhaven. Schwerpunkte ihres Studiums waren Meeres- und Süßwasserbiologie, Zoologie, Ökologie und Systematik.
1990 nahm sie an der US-amerikanischen Antarktis-Expedition teil und 1993 an der spanischen Antarktis-Expedition mit der „Hesperides“.
Von 1993 bis 1995 studierte sie nochmals – Kunst an der Universität Mainz bei Cornelia Hesse-Honegger mit der Richtung „Wissenschaftlicher Illustrator“.
Seit 1995 arbeitet Sonia Schadwinkel selbstständig als Wissenschaftliche Zeichnerin und Illustratorin. Als Dozentin für Mal- und Zeichentechnik ist sie bei verschiedenen Institutionen und privat tätig.

## Werke

### Buchveröffentlichungen
- Nadelbäume. Loewe, Bindlach 2002; ISBN 3-7855-4239-9
- Schauen, malen, lernen. Mit Stickern aller Tiere. [Redaktion und Text: Britta Drehsen]. Coppenrath, Münster o. J.
- Illustrationen zu Büchern von Eva Wagner:
  - Bach & Fluss. ArsEdition, München 2006; ISBN 3-7607-4887-2
  - Garten & Park. ArsEdition, München 2006; ISBN 3-7607-4888-0
  - Feld & Wiese. ArsEdition, München 2006; ISBN 3-7607-4889-9
  - Wald. ArsEdition, München 2006; ISBN 3-7607-4890-2

### Werke im öffentlichen Raum
- Stellersche Seekuh. Acryl, 5,50 m × 2,90 m; im Überseemuseum Bremen in der Dauerausstellung Asien (2006)[1]